# Kungsgårdssjön, Hälsingland
Kungsgårdssjön är en sjö i Söderhamns kommun i Hälsingland och ingår i Norralaåns huvudavrinningsområde. Sjön har en area på 0,326 kvadratkilometer och ligger 62 meter över havet.

## Delavrinningsområde
Kungsgårdssjön ingår i det delavrinningsområde (680615-155905) som SMHI kallar för Vid mätstation Skogsliden. Medelhöjden är 70 meter över havet och ytan är 9,74 kvadratkilometer. Räknas de 41 avrinningsområdena uppströms in blir den ackumulerade arean 228,86 kvadratkilometer. Avrinningsområdets utflöde Norralaån (Trönöån) mynnar i havet. Avrinningsområdet består mestadels av skog (83 procent). Avrinningsområdet har 0,47 kvadratkilometer vattenytor vilket ger det en sjöprocent på 4,9 procent.